# Paolo Conte
Paolo Conte (Asti, 6 de gener del 1937) és un cantautor italià. La seva obra es mou entre el blues i el jazz, l'estil dels chansonniers francesos, la cançó d'autor i les músiques del món, «una llegenda viva de la cançó popular del segle XX». A més de cantautor, també pinta i escriu poesia.

## Biografia
S'ha llicenciat en dret, el que és el motiu pel qual es va guanyar el sobrenom de l'Avvocato «advocat». S'apropa al món del jazz com a aficionat tocant el vibràfon en alguns grups musicals d'Asti. Alhora, comença a escriure les seves primeres cançons en col·laboració amb son germà Giorgio.
A mitjan anys seixanta debuta realment com autor amb cançons com «La coppia più bella del mondo» i «Azzurro» (cantades per Adriano Celentano), «Insieme a te non ci sto più» (Caterina Caselli), «Tripoli '69» (Patty Pravo) o «Genova per noi» (Bruno Lauzi).
Però és el 1974 quan debuta com a cantautor. L'any següent repeteix l'experiència amb un nou disc. Ambdós discs tenen com a títol només el seu nom, Paolo Conte. Tanmateix, serà el 1979 amb Un gelato al limon quan va ser valorat plenament pel públic, primer de tot a França, i després a la resta d'Europa, per on realitzarà diverses gires, recollides a Concerti (1985) i Paolo Conte Live (1988).
Les seves cançons més emblemàtiques són: «Genova per noi», «Lo zio», «Come di», «La riconstruzione del Mocambo», «Dancing», «Via con me», «Diavolo rosso», «Una giornata al mare», «Sotto le stelle del jazz», «Parole d'amore scritte a macchina», «Un fachiro al cinema», «L'incantatrice», «Una faccia in prestito», «Sonno elefante», «Elegia». Integra en la seva intrumentació elements de la música nord-americana, com la sordina Plungers a la tromba, de la música clàssica l'oboè, el corn anglès i el fagot i de la música popular la mandolina i el bandoneó.
Ha fet una incursió en el món del musical amb l'obra «Razmataz», de la qual no sols ha escrit la música i el llibret, sinó que també va dissenyar l'escenografia i el vestuari. Se n'ha publicat un DVD i un llibre amb els seus esbossos.
També va escriure la música per a la pel·lícula d'animació La Freccia Azzurra () d'Enzo D'Alò, estrenada el 2000 com a La fletxa blava en català.
El món reflectit a les cançons de Paolo Conte té moltes influències de les estètiques urbanes sorgides del cinema, la música de jazz, el circ o el cabaret. Les lletres, imaginatives, iròniques, sensuals, estan inspirades en un imaginari oníric de signe surrealista. El text se sustenta en una ornamentació instrumental brillant que va del blues al jazz, del tango a la música de cabaret, de l'experimentalisme més audaç a la música de banda dels pobles mediterranis, dels apunts avantguardistes a les músiques africanes o sud-americanes.
Ha sigut un dels músics i cantants europeus més influents de les últimes dècades.

## Versions
El cantautor Albert Fibla el 2013 ha sortit un disc amb onze versions amb lletra catalana Mocambo i altres contes.

## Discografia
- Paolo Conte (1974)
- Paolo Conte (1975)
- Un gelato al limon (1979)
- Paris milonga (1981)
- Appunti di viaggio (1982)
- Paolo Conte (1984)
- Concerti (1985, en directe)
- Aguaplano (1987)
- Paolo Conte Live (1988, en directe)
- Parole d'amore scritte a macchina (1990)
- Stai seria con la faccia ma però (1992, recopilació)
- '900 (1992)
- Tournée (1993, en directe)
- Una faccia in prestito (1995)
- The best of Paolo Conte (1996, recopilació)
- Tournée 2 (1998, en directe)
- Razmataz (2000)
- Reveries (2003, recopilació)
- Elegia (2005)
- Live Arena Di Verona (2005, en directe)
- Psiche (2008)
- Nelson (2010)
- Snob (2014)
- Amazing game (2016)